# Anil Kumar (ur. 1971)
Anil Kumar (ur. 27 października 1971) – indyjski zapaśnik walczący w stylu wolnym. Olimpijczyk z Barcelony 1992, gdzie zajął jedenaste miejsce w kategorii 52 kg. Dwudzieste czwarte miejsce na mistrzostwach świata w 1991. Czwarty na mistrzostwach Azji w 1991 i piąty w 1992. Triumfował na Igrzyskach Azji Południowej w 1993. Trzeci na mistrzostwach Wspólnoty Narodów w 1991 i 1993 roku.
- Turniej w Barcelonie 1992

Przegrał z Turkiem Ahmetem Orelem i Irańczykiem Madżidem Torkanem.
Jest bratem Sandeepa Kumara, zapaśnika reprezentującego Australię na igrzyskach w Pekinie 2008 roku.